# Astraphobie

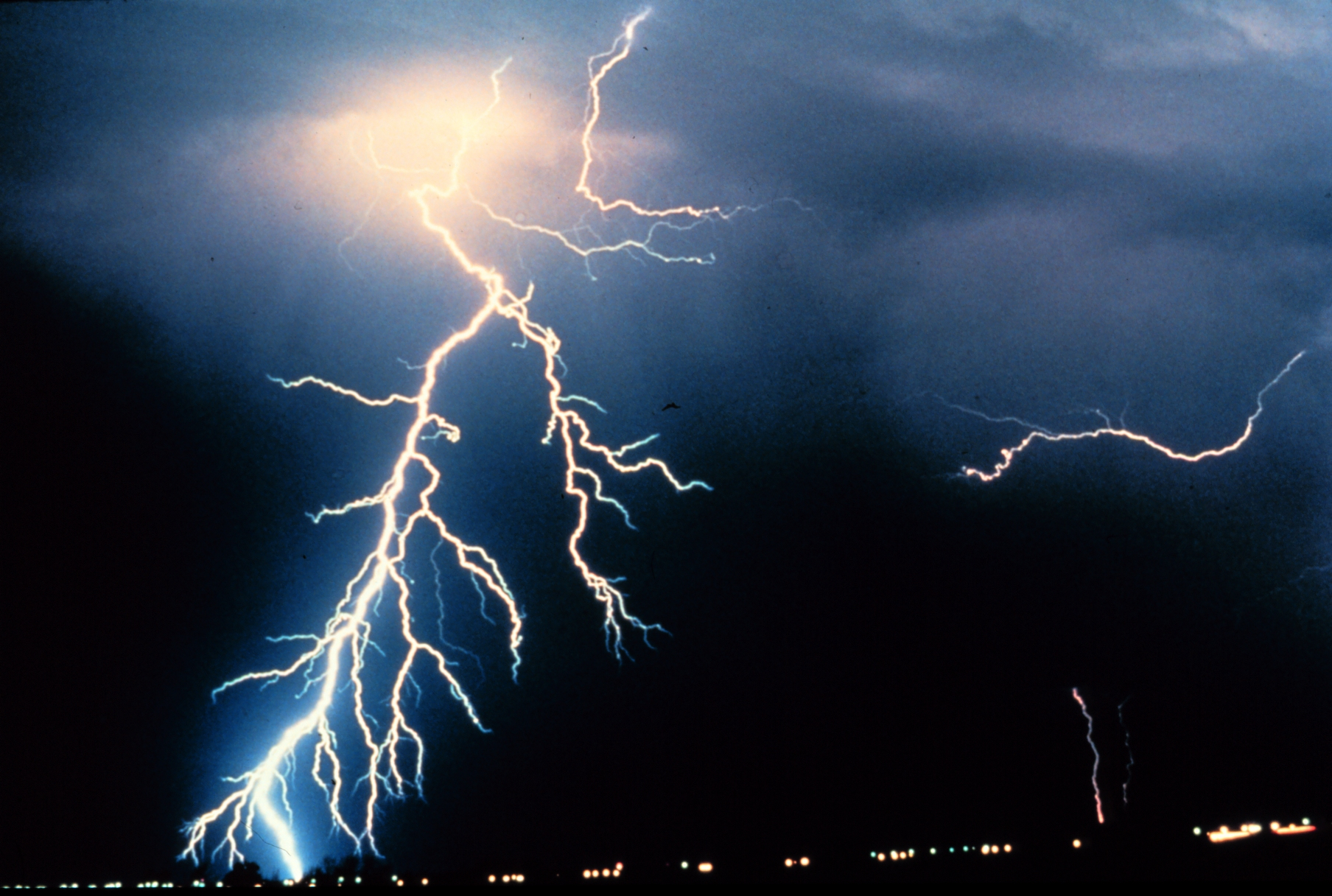
Un éclair qui semble tomber du ciel et le tonnerre qui l'accompagne peuvent effrayer un individu atteint d'astraphobie

L'astraphobie est une peur anormale du tonnerre et des éclairs, un type de phobie spécifique. C'est une phobie que les humains et les animaux peuvent développer. Une étude de 2014 aux États-Unis montrait que 1 personne sur 10 avait une phobie liée à la météo.
Le terme astraphobie dérive des mots grecs αστραπή (astrapê : « lumière ») et φόβος (phobos : « peur »).
La lilapsophobie, qui est une peur anormale des tornades ou des ouragans,,,,,,,,, est considérée comme une forme très sévère d'astraphobie.

## Cause
Comme la plupart des phobies, l'astraphobie est due à une expérience traumatisante. Elle se manifeste souvent par l’apparition de tornades ou d’ouragans qui entraînent la destruction d'un domicile, des blessures, ou la perte d'un proche ou d'une connaissance. Les personnes qui survivent à ces catastrophes naturelles souffrent fréquemment de trouble de stress post-traumatique.

## Symptômes
Les individus atteints d'astraphobie se sentent à chaque fois anxieux lors de périodes orageuses même lorsqu'ils comprennent que le risque d'être frappés par la foudre reste minime. Ils peuvent vivre dans un climat de terreur permanent, qui est souvent associée à leur phobie. Certains symptômes accompagnent ce type de phobie, comme les tremblements, les pleurs, la transpiration, les peurs paniques, le sentiment d'une menace et des battements rapides du cœur. Dans les cas extrêmes, ils peuvent avoir des crises d'angoisse aigüe, des pensées obsessionnelles, des difficultés à penser, voire à exprimer un sentiment d'irréalité ou le désir de fuir ou de se cacher. Cependant, il existe des symptômes seulement liés à l'astraphobie. Certains individus atteints d'astraphobie tenteront de se surprotéger du tonnerre. Ils peuvent se cacher sous le lit, les couvertures, dans un placard, au sous-sol, ou autre espace dans lequel ils se sentent en sécurité. Ce type de réaction est provoqué par le bruit et la vue du tonnerre ; les individus peuvent se boucher les oreilles ou fermer les fenêtres.
Les individus atteints d'astraphobie peuvent avoir un intérêt anormal pour la météo. Dans des cas extrêmes, l'astraphobie peut conduire à une agoraphobie, la peur de sortir de chez soi. Il est démontré que de nombreuses personnes fortement atteintes d'astraphobie souffrent également d'autophobie. Elles prennent souvent des dispositions avec leur entourage afin d'apaiser leur peur.

## Traitement
Le traitement le plus efficace pour guérir l'astraphobie est l'exposition de l'individu aux tonnerres tout en prenant une distance convenable. La psychothérapie cognitivo-comportementale est souvent utilisée pour traiter l'astraphobie. Le patient doit se répéter une phrase ou penser positivement dans l'ordre de se calmer face à un orage.

### Chez les animaux
Les chiens montrent fréquemment une sérieuse anxiété durant les orages ; entre 15 et 30 % pourraient être affectés. Une recherche confirme les hauts niveaux de cortisol - une hormone associée au stress - chez les chiens affectés pendant et après les périodes orageuses. Les remèdes incluent des thérapies comportementales comme la désensibilisation et les médicaments contre l'anxiété.
Des études ont montré que les chats sont également affectés. Bien que ce soit rare, il existe quelques exceptions inhabituelles durant lesquelles les chats se cachent sous une table ou un lit durant des épisodes orageux.

## Dans la culture populaire
- En 1996, le film Twister tourne autour d'une femme médecin qui souffre de lilapsophobie depuis l'enfance après avoir vu son père emporté par une tornade de catégorie F5[17].
- En 2011, un épisode d'Esprits criminels a pour thème la lilapsophobie[18],[19].